# Friedrich Wimpf
Friedrich August Wimpf (* 8. August 1806 in Weilburg; † 27. April 1867 in Gießen) war ein deutscher Unternehmer und Mitglied des Nassauischen Landtags.

## Leben
In den Jahren von 1821 bis 1825 besuchte Friedrich Wimpf das Gymnasium Philippinum Weilburg.
1839 übernahm er die von seinem Vater im Jahre 1799 gegründete Papiermühle und Steingutfabrik an der Guntersau, die er bis 1853 gemeinsam mit seinem Bruder Georg, der später ebenfalls Abgeordneter wurde, leitete. 1864 wurde das Unternehmen aus gesundheitlichen Gründen aufgegeben und verkauft.
Von 1848 bis 1851 hatte er ein Mandat für die Erste Kammer des Nassauischen Landtags, gewählt von den Gewerbetreibenden des Wahlkreises IV (Weilburg/Runkel).

## Familie
Er war ein Sohn des Fabrikbesitzers und Regierungsadvokaten Wilhelm Jacob Wimpf (* 25. November 1767 in Weilburg; † 11. April 1839) und der Catharina Sibylle Schneer (1771–1844).
Am 17. September 1861 heiratete er in Wallmerode  Wilhelmine Catharine Heinzemann (* 1836), Tochter des Amtsapothekers Carl Heinzemann und der Josephine Pannty.